# Sarkis Davidian
Sarkis Davidian ICPB (armenisch Սարկիս Դավիդյան; * 9. November 1943 in Aleppo, Syrien) ist ein syrischer Ordensgeistlicher und armenisch-katholischer Bischof von Ispahan.

## Leben
Sarkis Davidian trat der Ordensgemeinschaft des Institut du Clergé Patriarcal de Bzommar bei und empfing am 11. Oktober 1970 die Priesterweihe.
Papst Franziskus bestätigte am 1. Oktober 2015 seine Wahl zum Bischof von Ispahan durch die Synode der Armenisch-katholischen Kirche. Der Patriarch der Armenisch-Katholischen Kirche, Grégoire Bedros XX. Ghabroyan, spendete ihm am 21. November desselben Jahres die Bischofsweihe. Mitkonsekratoren waren der emeritierte Koadjutorerzbischof von Istanbul, Kévork Khazoumian ICPB, der emeritierte Ordinarius von Osteuropa, Nechan Karakéhéyan ICPB, der Bischof von Sainte-Croix-de-Paris, Jean Teyrouz ICPB, und der Bischof von New York, Mikaël Antoine Mouradian ICPB.